# Pont Chajiaotan
Le pont Chajiaotan ou pont Chishuihe Hongjun  (chinois simplifié : 赤水河红军大桥 ; chinois traditionnel : 赤水河紅軍大橋 ; pinyin : Chìshuǐ hé hóngjūn dàqiáo; litt. « Pont de l'Armée rouge sur la rivière Chishui ») est un pont suspendu autoroutier situé dans les monts Wumeng (plateau Yunnan-Guizhou) qui constitue un point de passage clé entre les provinces du Sichuan et du Guizhou en traversant une gorge au-dessus de la rivière Chishui.
Sa travée centrale de 1 200 m le place dans la liste des ponts suspendus les plus longs au monde. Avec une tête de pylône à une altitude de 763 m et une hauteur sous tablier de 350 m, il figure aussi parmi les ponts les plus hauts.

## Nom du pont
Chajiaotan (岔角滩) est le nom du lieu où se trouve la tour principale du pont,.
Le nom officiel du pont se traduit par "Pont de l'Armée rouge sur la rivière Chishui". Il fait référence aux Quatre traversées de la rivière Chishui (en), une bataille décisive de la Longue Marche en 1935, au cours de laquelle l'Armée Rouge traverse la rivière à quatre reprises.

## Enjeux
Le pont de l'Armée rouge sur la rivière Chishui est situé dans la région des monts Wumeng sur le cours inférieur de la rivière Chishui,. Il ouvre un passage autoroutier crucial entre le Sichuan et le Guizhou qui vise à désenclaver cette région montagneuse et à la faire sortir de la pauvreté en formant un corridor commercial international terre-mer entre Chengdu et Chongqing (Sichuan) dans le nord de la Chine, et le Delta de la rivière des perles puis le Golfe du Tonkin au sud,.
Ce pont devrait ainsi favoriser le développement de l'industrie des alcools et l’œnotourisme dans la région en améliorant les voies de communication entre des villes de la région, réputées pour leur baijiu mais difficiles d'accès telles que Renhuai (production du maotai),, Yibin et Luzhou.
L'accroissement du tourisme est également attendu, tant du tourisme vert, que du "tourisme rouge", tourisme culturel lié à la Longue marche de l'Armée rouge que le nom du pont rappelle,,.

## Caractéristiques
Ce pont appartient à un tronçon de 15 km ouvert le 1er janvier 2020 sur l'autoroute GuYi (S80) qui relie Gulin à Yibin. Il est également le plus grand pont routier sur la rivière Chishui et fait partie de l'autoroute reliant le district de Gulin du Sichuan et le district de Xishui du Guizhou. 
Pont suspendu en treillis d'acier à deux pylônes et à travée unique, le pont de la rivière Chishui a une longueur totale de 2 009 m et une travée principale de 1 200 m. Le pylône principal, côté Guizhou, est situé à Chajiaotan (岔角滩) dans la ville de Xijiu (习酒镇), xian de Xishui, et mesure 243,5 m de haut. Côté Sichuan, le pylône est situé dans le village de Chajiao (岔角村) dans la ville de Taiping (太平镇), xian de Gulin, à une altitude de 768 m, il mesure 228 m. La hauteur depuis le sommet des pylônes jusqu'à la surface de la rivière Chishui est de 503 m,,,,. 
Côté Sichuan, la chambre d'ancrage est un tunnel de 78 m de long situé juste au-dessus du tunnel de montagne qui prolonge le pont ; côté Guizhou, le massif d'ancrage est gravitaire,.
Deux câbles porteurs longs d'environ 1 864 m relient les pylônes. Chacun est composé de l'équivalent de 30 000 km de brins de fil parallèles d'acier galvanisé à haute résistance pour un poids d'environ 5 554 t. Un câble porteur est formé de 169 torons de 91 fils en acier galvanisé chacun. Le diamètre du câble est de 74 cm, celui d'un fil de 5 m.
Le pont comporte 81 poutres en treillis d'acier, dont chacune mesure 11,1 m de long, 7 m de haut, 27 m de large et pèse 239,8 m. Leur mise en place a nécessité de les soulever jusqu'à 120 m de hauteur à l'aide d'un grand système de levage à câble et d'un palan avant de les remorquer latéralement jusqu'à un emplacement prédéterminé du pont à 350 m au-dessus de la surface de la rivière (hauteur libre) et, pour terminer l'opération de levage, de les connecter au câble principal.
La construction du pont a coûté environ 1,7 milliard de yuans. L'investisseur est Sichuan Railway Investment Group. Le maître d'œuvre est Sichuan Road and Bridge Group.

## Construction
La construction commence à la mi-mars 2017,,.
Le 5 juillet 2017, le coulage du premier pieu du pont de la rivière Chishui est fini.
Le 29 juin 2018, la tour principale (côté Guizhou) est achevée.
Le 5 décembre 2018, la mise en place des 2 câbles principaux entre les deux tours est terminée, elle a demandé 40 jours.
Le 29 janvier 2019, le levage des poutres en treillis d'acier commence.
Le 30 mai 2019, la jonction des deux sections du pont Chishui est achevée,.
Le 30 septembre 2019, le pont est officiellement livré et prêt à être ouvert à la circulation,,.
Le 1er janvier 2020, le pont de l'Armée rouge sur la rivière Chishui reliant le Sichuan et le Guizhou est officiellement ouvert à la circulation.
La construction de pont a été achevée en seulement 26 mois, soit 18 mois de moins que la période de construction estimée.

#### Vidéos
- (zh) Chishuihe Bridge Hongjun Animation - 赤水河红军大桥动画演示
- (zh) Chishuihe Bridge Hongjun drone drag pilot cable - 赤水河红军大桥无人机牵引先导索
- (zh) Chishuihe Bridge Hongjun Aerial (26/10/2018) - 航拍赤水河红军大桥
- (zh) Chishuihe Bridge Hongjun 01/04/2019 - 赤水河红军大桥
- (zh) Chishuihe Bridge Hongjun 22/05/2019 -  赤水河红军大桥
- (zh) Chishuihe Bridge Hongjun closure - 赤水河红军大桥合龙
- (zh) Chishuihe Bridge Hongjun opened in September30,2019 (30/09/2019) - 赤水河红军大桥完工
- (zh) Chishuihe Bridge Hongjun introduction - 赤水河红军大桥简介
- [vidéo] « Chine, sur les nouvelles routes de la soie - ARTE » sur Arte, 5 juin 2019, 54 min